# Trinità d'Agultu e Vignola
Trinità d'Agultu e Vignola (galurski: La Trinitài e Vignòla) je grad i općina (comune) u pokrajini Sassariju u regiji Sardiniji, Italija. Nalazi se na nadmorskoj visini od 365 metara i ima 2 245 stanovnika.
 Prostire se na 134 km². Gustoća naseljenosti je 17 st/km².
Susjedne općine su: Aggius, Aglientu, Badesi i Viddalba.